# 赫伯特·L·梅施克
赫伯特·L·梅施克（1928年3月18日—2017年5月19日）是美国政治家和法官。
出生于北达科他州梅多拉的一个牧场附近，赫伯特·L·梅施克贝尔菲尔德高中毕业。后来，他在詹姆斯顿大学完成学士学位毕业，1950年，于密歇根大学法学院完成法律学位毕业。1953年。他在邁諾特展开法律事业。1985年至1998年间，梅施克在北达科他州最高法院担任法官。 1965年至1966年间，他曾在北达科他州众议院担任议员。1967年至1970年间，在北达科他州参议院担任议员，还担任过美国参议院政党领袖。梅施克于2017年5月19日去世。